# Степан Рикачов
Степан Василиевич Рикачов (на руски: Степан Васильевич Рыкачёв) е руски офицер, генерал-лейтенант. Участник в Руско-турската война (1877 – 1878).

## Биография
Степан Рикачов е роден на 18 юни 1829 г. в семейство на потомствен дворянин. Началното си образование получава в различни граждански учебни заведения. По-късно се ориентира към военното поприще. Постъпва на 1 януари 1848 г. в 68-и Бородински пехотен полк. Произведен е в първо офицерско звание прапорщик на 29 май 1850 г. с назначение в 12-и Астрахански гренадирски на Негово Величество полк.
Участва в Кримската война (1853 – 1856). За отличие на 21 ноември 1854 г. е повишен във военно звание подпоручик, а на 25 май 1855 г. в поручик. На 6 декември същата година е преведен в лейб-гвардейския Финландски полк.
Участва в потушаването на Полското въстание. През 1864 г. е преведен в 1-ви Павловски кадетски корпус, като за отличие на 30 август същата година е повишен във военно звание щабскапитан с назначение за командир на 4-та рота. През 1865 г. получава първата си награда – орден „Света Анна“ III степен. Повишен е във военно звание капитан на 28 март 1871 г. и полковник на 18 март 1872 г. Назначен е за командир на учебен батальон
Участник в Руско-турската война (1877 – 1878). Командирован е на 18 юли 1877 г. в състава на 18-и Вологодски пехотен полк. След тежката контузия на полковник Николай Всеволодович Салавьов, на 26 юли 1877 г. е назначен за командир на полка. Отличава се на 30 август в Трета атака на Плевен, когато е контузен. На 20 декември е повишен във военно звание генерал-майор. От края на 1877 до началото на 1878 г. изпълнява за кратко задълженията на командир на 1-ва бригада от 5-а пехотна дивизия.
След войната от 19 февруари 1881 г. е командир на лейб-гвардейски Волински полк, а от 22 септември 1886 г. изпълнява длъжността на началник на 1-во Павловско военно училище. На 30 август 1887 г. е повишен във военно звание генерал-лейтенант. От 4 март 1890 г. е командир на 27-а пехотна дивизия, а от 7 март 1891 г. на 2-ра Гвардейска пехотна дивизия. На 21 февруари 1895 г. е отчислен от заеманата длъжност и е назначен като член на Александровския комитет за ранените.
Степан Рикачов умира на 2 ноември 1899 г. в Санкт Петербург. Погребан е в гробището на Новодевическия манастир.

## Военни звания
- Прапоршчик (29 май 1850)
- Подпоручик (21 ноември 1854)
- Поручик (25 май 1855)
- Подпоручик от гвардията (6 декември 1855)
- Поручик (30 август 1862)
- Щабс-капитан (30 август 1864)
- Капитан (30 август 1867)
- Полковник (28 март 1871)
- Генерал-майор за отличие (20 декември 1877)
- Генерал-лейтенант за отличие (30 август 1887)

## Награди
- Орден „Света Ана“ III степен (1865)
- Орден „Свети Станислав“ II степен (1868)
- Орден „Свети Станислав“ II степен – императорска корона (1871)
- Орден „Свети Станислав“ II степен (1873)
- Орден „Свети Владимир“ IV степен (1876)
- Орден „Свети Георги“ IV степен (1877)
- Орден „Virtuti militari“, Румъния (1877)
- Орден на Короната II степен, Прусия (1878)
- Орден „Свети Владимир“ III степен с мечове (1879)
- Орден „Свети Станислав“ I степен (1883)
- Орден „Света Ана“ I степен (1886)
- Орден „Свети Владимир“ II степен (1891)
- Висшочайша благодарност (1894)
- Орден „Бял орел“, Полша (1895)

## Семейство
- баща – Василий Иванович Рикачов
- майка – Авдотия Ивановна Рикачова
- сестра – Анна Василиевна Лермонтова
- брат – Василий Василиевич Рикачов
- брат – Иван Василиевич Рикачов
- съпруга – Мария Рикачова
- син – Николай Рикачов
- син – Матвей Рикачов [2]